# Dondukóvskaya
Dondukóvskaya (en ruso: Дондуковская; en adigué: Хьаджэмыкъохьабл) es una stanitsa del raión de Guiaguínskaya en la república de Adiguesia de Rusia. Está situada a orillas del río Fars, afluente del Labá, 23 km al este de Guiaguínskaya y 35 km al norte de Maikop. Su población en 2010 era de 6 603 habitantes.
Es centro del municipio Dondukóvskoye, al que pertenecen asimismo Volno-Vesioli, Smolchev-Malinovski y Necháyevski.

## Historia
Fue fundada en 1889. Su nombre proviene del apellido del general Aleksandr Dondukov-Korsákov, que lideró sus tropas en la Guerra del Cáucaso, en la que tiene origen la stanitsa. Hasta 1920 perteneció al otdel de Maikop del óblast de Kubán.

## Nacionalidades
El 83,7 % de los 6 605 habitantes que tenía en 2002 era de etnia rusa, el 6,5 % de etnia armenia, el 2,1 % de etnia ucraniana y el 1,4 % de etnia adigué

## Transporte
Dondukóvskaya cuenta con una estación de ferrocarril en la línea Beloréchensk-Kurgáninsk.